# Éder Militão
Éder Gabriel Militão (Sertãozinho, 18 de janeiro de 1998) é um futebolista brasileiro que atua como zagueiro. Atualmente joga no Real Madrid.

## Carreira

### São Paulo
Nascido em Sertãozinho, São Paulo, Militão chegou às categoria de base do São Paulo em 2012, aos 13 anos de idade. O jogador realizou sua estreia como profissional no dia 14 de maio de 2017, contra o Cruzeiro, em jogo válido pela primeira rodada do Campeonato Brasileiro. No dia 17 de setembro, marcou seu primeiro gol como profissional contra o Vitória, em jogo válido pela 24ª rodada do Brasileirão. No fim deste mesmo ano, Militão também balançou as redes na virada contra o Coritiba, em jogo válido pela 37ª rodada. Em escanteio cobrado por Shaylon, o zagueiro marcou de cabeça e recolocou seu time na disputa por uma vaga na Copa Libertadores da América.
Fez sua última partida no dia 5 de agosto de 2018, na vitória por 2 a 1 sobre o Vasco da Gama. No total, disputou 57 partidas com a camisa do São Paulo, marcando quatro gols.

### Porto

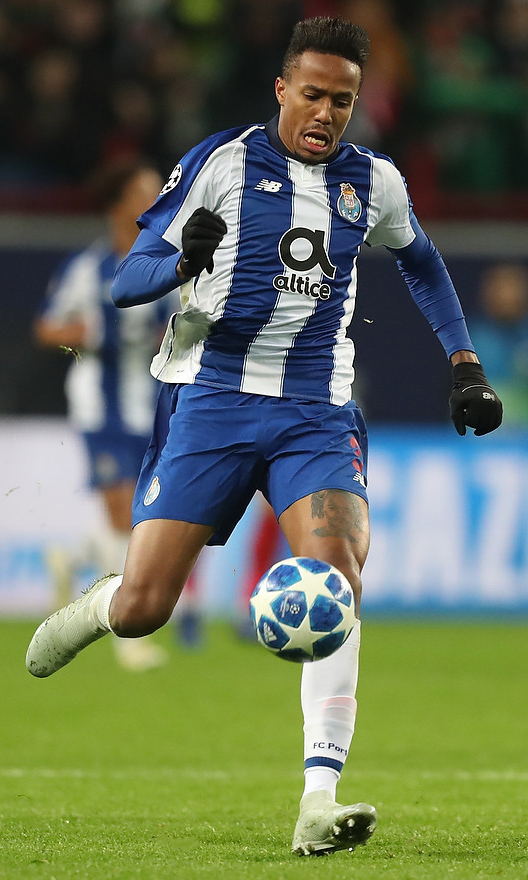
Militão pelo Porto em 2018

No dia 25 de julho de 2018, à apenas seis meses para o fim do contrato, por meio de uma nota oficial, o São Paulo anunciou que, após varias recusas de renovação do vinculo por parte do jogador, chegou a um acordo pela liberação imediata de Militão para o Porto por 4 milhões de euros, além de ficar com 10% de uma futura venda. O jogador, entretanto, só se reapresentaria ao clube português depois do dia 5 de agosto, ficando apto para disputar as quatro próximas partidas pelo São Paulo. Realizou sua estreia pelo Porto no dia 2 de setembro, participando no primeiro gol da partida, ao ajeitar a bola para Héctor Herrera abrir o placar, em jogo que terminou com uma vitória por 3 a 0 sobre o Moreirense.

### Real Madrid

#### 2019–20

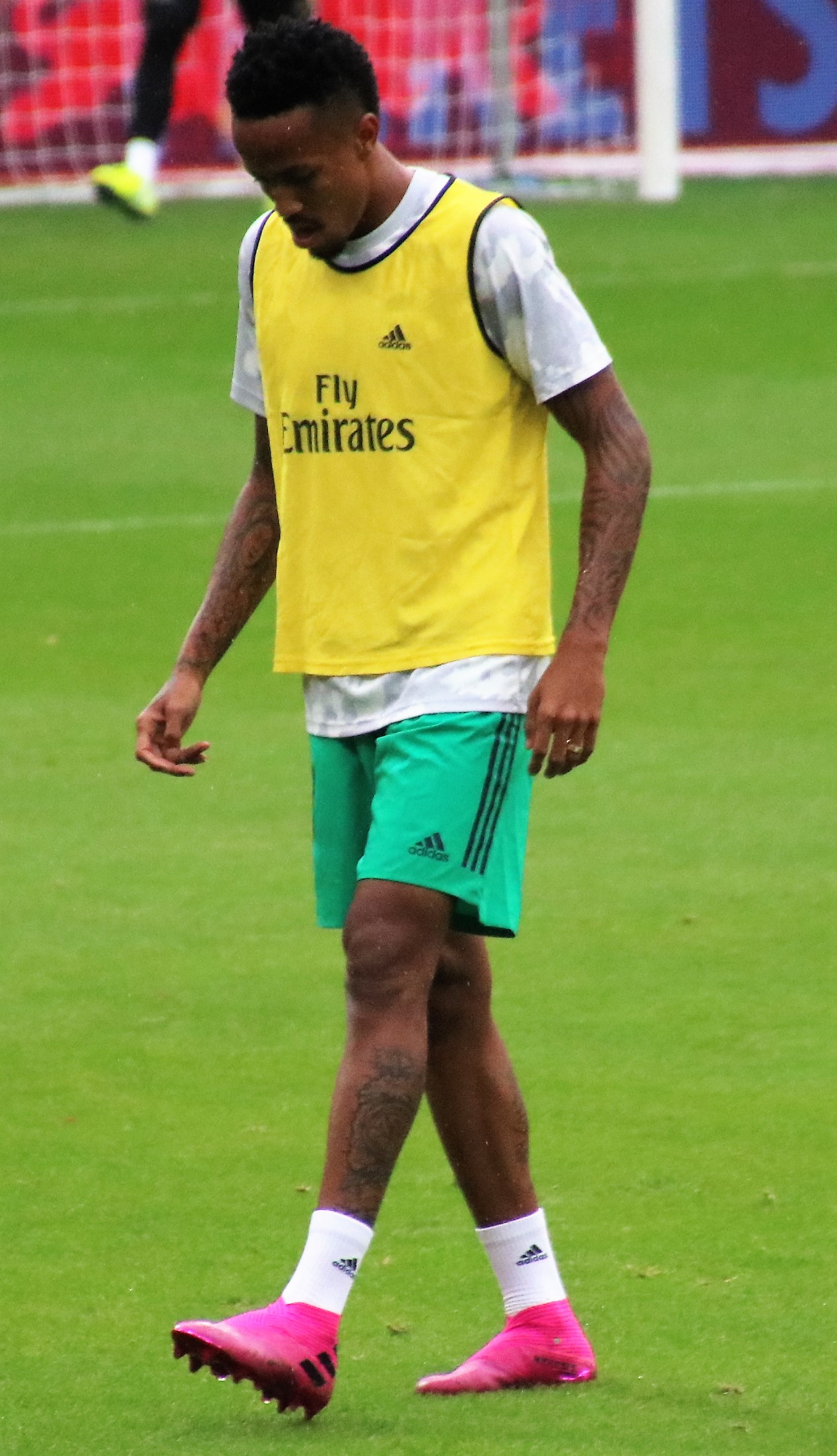
Éder Militão treinando pelo Real em 2019

No dia 14 de março de 2019, o Real Madrid anunciou através de um comunicado oficial, a transferência de Militão, que chegará do Porto após o fim da temporada. O jogador assinou com o clube espanhol por seis temporadas. O clube merengue pagou a cláusula de rescisão fixada em 50 milhões de euros pelo Porto, para finalizar a contratação do jogador. O zagueiro realizou sua estreia pelo clube no dia 14 de setembro, substituindo o capitão Sergio Ramos em uma vitória por 3 a 2 contra o Levante, no Estádio Santiago Bernabéu.
Militão terminou sua primeira temporada em Madrid disputando 14 partidas da La Liga, competição na qual o Real Madrid sagrou-se campeão.

#### 2020–21
Marcou seu primeiro gol pelo Real Madrid em 20 de janeiro de 2021, pela Copa do Rei contra o Alcoyano, da terceira divisão em uma derrota inesperada por 2 a 1. Seu primeiro gol na liga veio em 1 de maio em uma vitória por 2 a 0 sobre o Osasuna.

#### 2021–22
Nessa temporada, Militão consolidou-se como titular formando dupla de zaga ao lado do austríaco David Alaba. Com boas atuações, coroou-se campeão do Campeonato Espanhol, da Liga dos Campeões e da Supercopa da Espanha, sendo peça fundamental em todas as competições.
O jogador fez 12 aparições em sua campanha vitoriosa da Liga dos Campeões, incluindo a vitória final por 1 a 0 sobre o Liverpool no Stade de France.

#### 2023–24
No dia 13 de agosto de 2023, o Real Madrid anunciou que Éder Militão rompeu o ligamento cruzado anterior do joelho esquerdo e que seria submetido a uma cirurgia. A lesão ocorreu na vitória dos Merengues por 2 a 0 frente ao Athletic Bilbao. O Real não anunciou o tempo de recuperação, mas foi estimado que seria, pelo menos, nove meses.
Em 23 de janeiro de 2024, Éder Militão renovou seu vínculo com o Real Madrid até junho de 2028. O acordo anterior se encerraria em 2025.

## Seleção Nacional

### Principal
No dia 2 de setembro de 2018, foi convocado para a Seleção Brasileira pelo técnico Tite para os amistosos contra os Estados Unidos e El Salvador no lugar de Fagner, cortado por lesão, fazendo sua estreia na goleada de 5 a 0 sobre El Salvador em 11 de setembro.

### Copa América de 2019

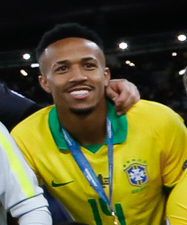
Militão na Copa América de 2019

Convocado para a Copa América de 2019, foi reserva de Marquinhos e Thiago Silva durante o torneio. O jogador estreou na competição justamente na final contra o Peru, no dia 7 de julho, na partida em que a Seleção Brasileira sagrou-se campeã ao vencer por 3 a 1.

### Copa América de 2021
Foi um dos 24 convocados por Tite para a disputa da Copa América de 2021, no Brasil. Militão marcou seu primeiro gol pela Seleção em 27 de junho, no empate de 1 a 1 com Equador, pela última rodada da fase de grupos da competição.

### Copa do Mundo de 2022
Em 7 de novembro de 2022, Tite anunciou a convocação da Seleção para Copa do Mundo e Éder Militão foi um dos convocados. O zagueiro fez sua estreia no Mundial do Catar no dia 28 de novembro, na vitória por 1 a 0 sobre a Suíça.
Militão jogou sua segunda partida na Copa no dia 2 de dezembro, sendo titular na derrota por 1 a 0 para Camarões, em jogo válido pela última rodada da fase de grupos. Apesar da derrota, o Brasil avançou em primeiro lugar no Grupo G.

## Estatísticas

### Clubes
Abaixo estão listados todos os jogos, gols e assistências do futebolista por clubes.
| Clube             | Temporada         | Campeonato nacional | Campeonato nacional | Campeonato nacional | Copa nacional[a] | Copa nacional[a] | Copa nacional[a] | Competições continentais[b] | Competições continentais[b] | Competições continentais[b] | Outros torneios[c] | Outros torneios[c] | Outros torneios[c] | Total | Total | Total   |
| Clube             | Temporada         | Jogos               | Gols                | Assist.             | Jogos            | Gols             | Assist.          | Jogos                       | Gols                        | Assist.                     | Jogos              | Gols               | Assist.            | Jogos | Gols  | Assist. |
| ----------------- | ----------------- | ------------------- | ------------------- | ------------------- | ---------------- | ---------------- | ---------------- | --------------------------- | --------------------------- | --------------------------- | ------------------ | ------------------ | ------------------ | ----- | ----- | ------- |
| São Paulo         | 2017              | 22                  | 2                   | 0                   | —                | —                | —                | —                           | —                           | —                           | —                  | —                  | —                  | 22    | 2     | 0       |
| São Paulo         | 2018              | 13                  | 1                   | 1                   | 6                | 1                | 0                | 2                           | 0                           | 0                           | 14                 | 0                  | 1                  | 35    | 2     | 2       |
| São Paulo         | Total             | 35                  | 3                   | 1                   | 6                | 1                | 0                | 2                           | 0                           | 0                           | 14                 | 0                  | 1                  | 57    | 4     | 2       |
| Porto             | 2018–19           | 29                  | 3                   | 2                   | 9                | 0                | 0                | 9                           | 2                           | 0                           | —                  | —                  | —                  | 47    | 5     | 2       |
| Porto             | Total             | 29                  | 3                   | 2                   | 9                | 0                | 0                | 9                           | 2                           | 0                           | —                  | —                  | —                  | 47    | 5     | 2       |
| Real Madrid       | 2019–20           | 15                  | 0                   | 0                   | 2                | 0                | 0                | 3                           | 0                           | 0                           | —                  | —                  | —                  | 20    | 0     | 0       |
| Real Madrid       | 2020–21           | 14                  | 1                   | 0                   | 1                | 1                | 0                | 6                           | 0                           | 1                           | —                  | —                  | —                  | 21    | 2     | 1       |
| Real Madrid       | 2021–22           | 34                  | 1                   | 2                   | 2                | 1                | 0                | 12                          | 0                           | 0                           | 2                  | 0                  | 0                  | 50    | 2     | 2       |
| Real Madrid       | 2022–23           | 33                  | 5                   | 0                   | 6                | 1                | 0                | 9                           | 1                           | 0                           | 3                  | 0                  | 0                  | 51    | 7     | 0       |
| Real Madrid       | 2023–24           | 10                  | 0                   | 0                   | 0                | 0                | 0                | 3                           | 0                           | 0                           | —                  | —                  | —                  | 13    | 0     | 0       |
| Real Madrid       | 2024–25           | 1                   | 0                   | 0                   | 0                | 0                | 0                | 0                           | 0                           | 0                           | 1                  | 0                  | 0                  | 2     | 0     | 0       |
| Real Madrid       | Total             | 107                 | 7                   | 2                   | 11               | 3                | 0                | 33                          | 1                           | 1                           | 6                  | 0                  | 0                  | 157   | 11    | 3       |
| Total na carreira | Total na carreira | 171                 | 13                  | 5                   | 26               | 4                | 0                | 44                          | 3                           | 1                           | 20                 | 0                  | 1                  | 261   | 20    | 7       |

- a. ^ Jogos da Copa do Brasil, Taça de Portugal, Taça da Liga e Copa do Rei
- b. ^ Jogos da Copa Sul-Americana e Liga dos Campeões da UEFA
- c. ^ Jogos do Campeonato Paulista, Supercopa da Espanha e Supercopa da UEFA

### Seleção Brasileira
Abaixo estão listados todos os jogos, gols e assistências do futebolista pela Seleção Brasileira, desde as categorias de base

#### Sub–17
| Ano               | Campeonato Mundial | Campeonato Mundial | Campeonato Mundial | Amistosos | Amistosos | Amistosos | Total | Total | Total   |
| Ano               | Jogos              | Gols               | Assist.            | Jogos     | Gols      | Assist.   | Jogos | Gols  | Assist. |
| ----------------- | ------------------ | ------------------ | ------------------ | --------- | --------- | --------- | ----- | ----- | ------- |
| 2015              | 5                  | 0                  | 0                  | 1         | 0         | 0         | 6     | 0     | 0       |
| Total na carreira | 5                  | 0                  | 0                  | 1         | 0         | 0         | 6     | 0     | 0       |

#### Principal
| Ano               | Copa do Mundo | Copa do Mundo | Copa do Mundo | Copa América | Copa América | Copa América | Qualificação Mundial | Qualificação Mundial | Qualificação Mundial | Amistosos | Amistosos | Amistosos | Total | Total | Total   |
| Ano               | Jogos         | Gols          | Assist.       | Jogos        | Gols         | Assist.      | Jogos                | Gols                 | Assist.              | Jogos     | Gols      | Assist.   | Jogos | Gols  | Assist. |
| ----------------- | ------------- | ------------- | ------------- | ------------ | ------------ | ------------ | -------------------- | -------------------- | -------------------- | --------- | --------- | --------- | ----- | ----- | ------- |
| 2018              | —             | —             | —             | —            | —            | —            | —                    | —                    | —                    | 1         | 0         | 0         | 1     | 0     | 0       |
| 2019              | —             | —             | —             | 1            | 0            | 0            | —                    | —                    | —                    | 6         | 0         | 0         | 7     | 0     | 0       |
| 2021              | —             | —             | —             | 5            | 1            | 0            | 6                    | 0                    | 0                    | —         | —         | —         | 11    | 1     | 0       |
| 2022              | 4             | 0             | 0             | —            | —            | —            | 2                    | 0                    | 0                    | 2         | 0         | 0         | 8     | 0     | 0       |
| 2023              | —             | —             | —             | —            | —            | —            | 0                    | 0                    | 0                    | 3         | 1         | 0         | 3     | 1     | 0       |
| Total na carreira | 4             | 0             | 0             | 6            | 1            | 0            | 8                    | 0                    | 0                    | 12        | 1         | 0         | 30    | 2     | 0       |

Expanda a caixa de informações para conferir todos os jogos pela Seleção Brasileira principal
|                                        | Data                   | Local                                                         | Resultado | Adversário    | Gols | Assist. | Competição                  |
| 2018                                   | 2018                   | 2018                                                          | 2018      | 2018          | 2018 | 2018    | 2018                        |
| -------------------------------------- | ---------------------- | ------------------------------------------------------------- | --------- | ------------- | ---- | ------- | --------------------------- |
| 1.                                     | 11 de setembro de 2018 | FedEx Field, Landover, Estados Unidos                         | 5–0       | El Salvador   | 0    | 0       | Amistoso                    |
| 2019                                   |                        |                                                               |           |               |      |         |                             |
| 2.                                     | 23 de março de 2019    | Estádio do Dragão, Porto, Portugal                            | 1–1       | Panamá        | 0    | 0       | Amistoso                    |
| 3.                                     | 5 de junho de 2019     | Estádio Mané Garrincha, Brasília, Brasil                      | 2–0       | Catar         | 0    | 0       | Amistoso                    |
| 4.                                     | 9 de junho de 2019     | Estádio Beira-Rio, Porto Alegre, Brasil                       | 7–0       | Honduras      | 0    | 0       | Amistoso                    |
| 5.                                     | 7 de julho de 2019     | Maracanã, Rio de Janeiro, Brasil                              | 3–1       | Peru          | 0    | 0       | Copa América de 2019        |
| 6.                                     | 11 de setembro de 2019 | Los Angeles Memorial Coliseum, Los Angeles, Estados Unidos    | 0–1       | Peru          | 0    | 0       | Amistoso                    |
| 7.                                     | 15 de novembro de 2019 | Estádio Internacional Rei Fahd, Riade, Arábia Saudita         | 0–1       | Argentina     | 0    | 0       | Amistoso                    |
| 8.                                     | 19 de novembro de 2019 | Estádio Mohammed Bin Zayed, Abu Dhabi, Emirados Árabes Unidos | 3–0       | Coreia do Sul | 0    | 0       | Amistoso                    |
| 2021                                   |                        |                                                               |           |               |      |         |                             |
| 9.                                     | 4 de junho de 2021     | Estádio Beira-Rio, Porto Alegre, Brasil                       | 2–0       | Equador       | 0    | 0       | Elim. Copa do Mundo de 2022 |
| 10.                                    | 8 de junho de 2021     | Estádio Defensores del Chaco, Assunção, Paraguai              | 2–0       | Paraguai      | 0    | 0       | Elim. Copa do Mundo de 2022 |
| 11.                                    | 13 de junho de 2021    | Estádio Nacional de Brasília Mané Garrincha, Brasília, Brasil | 3–0       | Venezuela     | 0    | 0       | Copa América de 2021        |
| 12.                                    | 18 de junho de 2021    | Estádio Olímpico Nilton Santos, Rio de Janeiro, Brasil        | 4–0       | Peru          | 0    | 0       | Copa América de 2021        |
| 13.                                    | 27 de junho de 2021    | Estádio Olímpico Pedro Ludovico Teixeira, Goiânia, Brasil     | 1–1       | Equador       | 1    | 0       | Copa América de 2021        |
| 14.                                    | 2 de julho de 2021     | Estádio Olímpico Nilton Santos, Rio de Janeiro, Brasil        | 1–0       | Chile         | 0    | 0       | Copa América de 2021        |
| 15.                                    | 5 de julho de 2021     | Estádio Olímpico Nilton Santos, Rio de Janeiro, Brasil        | 1–0       | Peru          | 0    | 0       | Copa América de 2021        |
| Legenda: Vitórias — Empates — Derrotas |                        |                                                               |           |               |      |         |                             |

## Títulos
São Paulo
- Copa RS Sub-20: 2015
- Campeonato Paulista Sub-17: 2015
- Campeonato Paulista Sub-20: 2016
- Copa do Brasil Sub-20: 2016

Real Madrid
- La Liga: 2019–20, 2021–22 e 2023–24
- Supercopa da Espanha: 2019–20 e 2021–22
- Liga dos Campeões da UEFA: 2021–22 e 2023–24
- Supercopa da UEFA: 2022 e 2024
- Copa do Mundo de Clubes da FIFA: 2022
- Copa do Rei: 2022–23

Seleção Brasileira
- Superclássico das Américas de 2018
- Copa América: 2019

### Prêmios individuais
- Defensor do Mês da Primeira Liga: setembro de 2018, outubro de 2018, novembro de 2018, dezembro de 2019 e janeiro de 2019
- Equipe do ano da Primeira Liga: 2018–19
- Prêmio Fair-Play da Primeira Liga: 2018–19
- EA Sports: Time do Ano do FIFA 23[27]